# Élodie Nakkach
Pour les articles homonymes, voir Nakache.
Élodie Nahla Nakkach (en arabe : إيلودي نهلة النقاش), née le 20 janvier 1995 à Limoges en France, est une footballeuse internationale marocaine évoluant au poste de milieu défensif à Al-Ahli FC. Elle joue également en tant que défenseure centrale.
Elle fait partie de la première sélection marocaine à s'être qualifiée à une Coupe du monde et à l'avoir joué, en 2023.

## Biographie
Élodie Nakkach naît et grandit à Limoges dans le Limousin d'un père marocain, originaire de la ville de Mohammédia et d'une mère française. Elle pratique le football depuis l'âge de 8 ans, en débutant d'abord avec les garçons jusqu'à l'âge maximum autorisé (15 ans).

## Carrière en club

### Formation
Élodie Nakkach fait ses débuts en club à la JS Lafarge, puis au CS Feytiat. Avant de rejoindre le Limoges Landouge Foot, Nakkach fréquente divers pôles de formation dont celui de Châteauroux où elle passe presque deux ans (de 2008 à 2010).
Ses performances lui permettent de disputer avec la ligue du Centre-Ouest le championnat national inter-ligues à l'issue duquel son équipe se classe à la deuxième place.
Elle passe une série de tests à Clairefontaine. Cependant elle ne figure pas parmi les joueuses retenues pour la suite.

### Débuts seniors à Limoges Landouge (2010-2011)
C'est au Limoges Landouge Foot qu'Élodie Nakkach fait ses débuts en D2 Féminine en 2010 sous la houlette de Franck Reginaud.
En parallèle de sa saison avec Limoges Landouge, Élodie Nakkach intègre en septembre 2010 le pôle espoirs de Blagnac près de Toulouse, mais elle n'y reste pas plus de quatre mois.

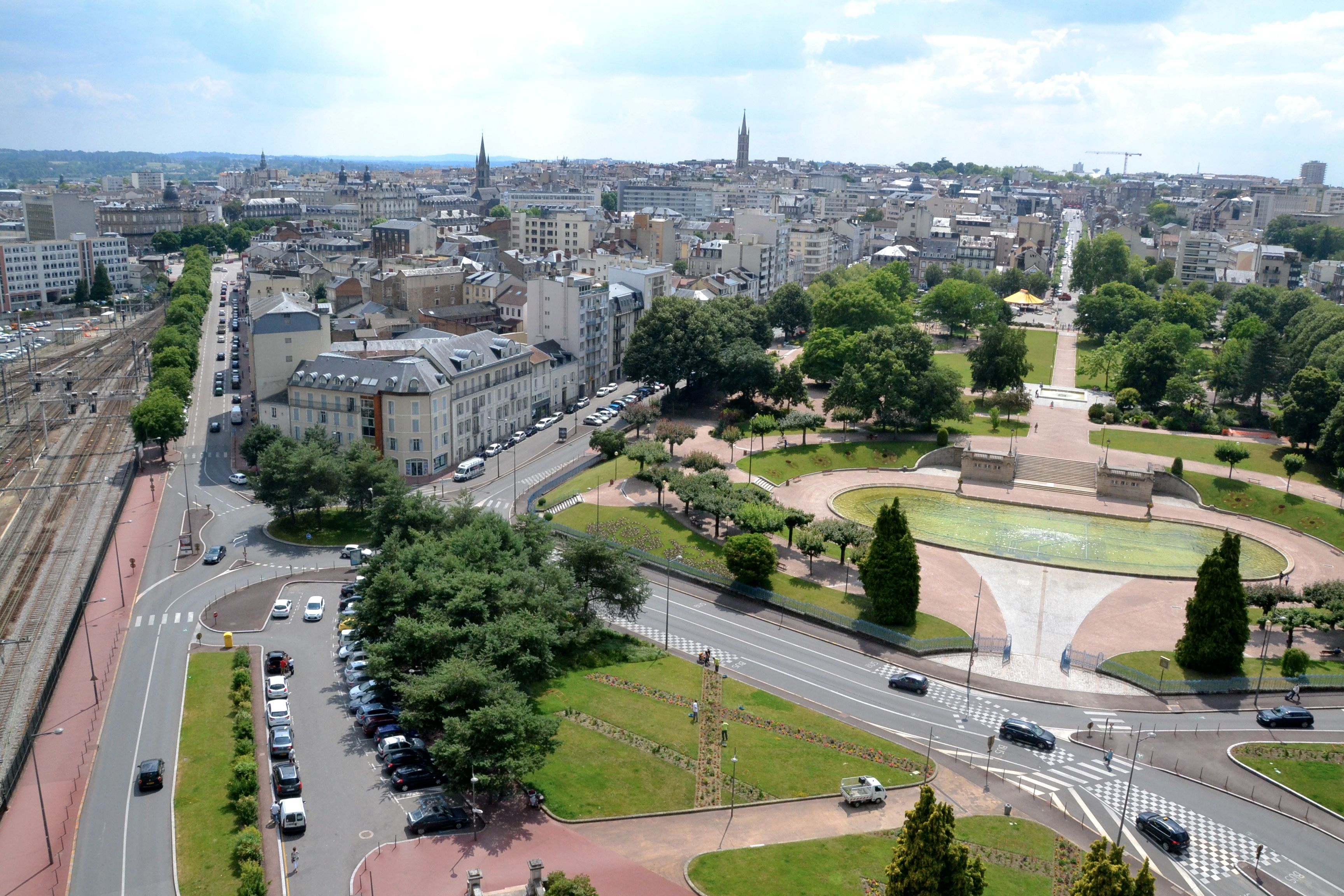
Ville de Limoges

Sur le banc de touche lors de la 1re journée le 5 septembre 2010 pour la réception d'Issy-les-Moulineaux, Nakkach ne fait pas d'entrée pendant ce match qui voit Limoges Landouge perdre 7 buts à 4.
Alors âgée de 15 ans seulement, elle dispute son premier match de D2 le 19 septembre 2010 à Montigny-le-Bretonneux à l'occasion de la 2e journée de championnat. Titulaire, son équipe s'incline sur le score de 5-0.
Elle inscrit son premier but le 14 novembre 2010 contre la Croix Blanche d'Angers comptant pour la 8e journée de D2. Elle marque le but égalisateur (2-2) du match remporté par Limoges Landouge (3-2).
Parmi les moments forts de la saison, elle marque un doublé sur le terrain de Tours le 19 décembre 2010 à l'occasion de la 11e journée de D2. Lors de ce match, elle ouvre le score puis empêche une défaite à son équipe en marquant le but égalisateur de la rencontre qui se termine sur un score de 2-2.
En Coupe de France (appelée encore à cette époque le Challenge de France féminin), Limoges se fait sortir à domicile dès le premier tour fédéral le 9 janvier 2011 par l'AS Muret. Élodie Nakkach est titularisée lors de cette rencontre qui voit son équipe s'incliner 5-0.
À l'issue de la saison, la milieu franco-marocaine aura disputé 17 matchs en championnat dont 16 titularisations pour 3 buts marqués.

### Première expérience en D1 à Soyaux (2011-2012)
Elle quitte ensuite le Limousin en 2011 pour rejoindre Soyaux qui évolue en D1, mais cette première expérience dans l'élite du football féminin français est mitigée en raison de blessures.
Elle dispute son premier match de D1 le 4 septembre 2011 en entrant en jeu à Bondoufle contre FCF Juvisy Essonne (actuellement Paris FC). Soyaux s'incline lourdement lors de ce match 5-0. Le 2 octobre 2011, elle joue son deuxième match de D1 avec Soyaux lors de la réception du Paris Saint-Germain. Remplaçante, elle joue la fin de ce match qui se termine par une défaite de Soyaux (2-1).
Elle dispute le reste de la saison avec la réserve et quelques matchs avec les moins de 19 ans en Challenge National.

### Avec l'Étoile Sportive Ornaysienne La Roche-sur-Yon (2012-2016)
Élodie Nakkach rejoint alors l'ESOFV La Roche-sur-Yon lors de l'été 2012 afin d'obtenir du temps de jeu en D2. Durant ces quatre saisons avec la Roche, elle évolue notamment aux côtés de Clara Mateo, future internationale française.

#### Première saison (2012-2013)
Elle dispute son premier match en entrant en jeu le 22 septembre 2012 lors de la réception de son ancien club, Soyaux. Les visiteuses s'imposent sur un score large de 5-1. Lors de la journée suivante le 30 septembre 2012, elle joue son premier match en tant que titulaire à Angers contre la Croix Blanche d'Angers, et inscrit son premier but de la saison (victoire de La Roche 3-1).
En Coupe de France, la Roche élimine l'US Lucéenne (Division d'Honneur) sur un large de 10 à 0 avec un but d'Élodie Nakkach. Le parcours du club vendéen prend fin le tour suivant après une défaite 2-0 contre le pensionnaire de D1 Rodez.
Le 10 février 2013, elle inscrit le but du 3-0 lors de la victoire (3-1) du match retour contre Croix Blanche d'Angers. Elle ouvre le score le 3 mars 2013 à Blanquefort contre l'Étoile Blanquefortaise (2-2). La journée qui suit, elle inscrit le 17 mars 2013 un des buts de la victoire à domicile (3-1) contre le FCF Condéen. Le 24 mars 2013, elle marque un des buts du succès 3-0 sur le terrain de l'USC Corné.
Lors de la dernière journée de la saison le 25 mai 2013, Nakkach inscrit le but de la victoire 2-1 face à l'Entente Cormelles dans les dernières minutes du match. Grâce à ce succès, la Roche-sur-Yon termine vice-champion de D2 (groupe B) derrière Soyaux.

#### Deuxième saison (2013-2014)
Sa deuxième saison avec la Roche est mitigée, puisqu'elle ne bénéficie pas de beaucoup de temps de jeu.
Le 10 novembre 2013, elle ouvre le score à Verchers-sur-Layon contre Verchers. Rencontre qui se termine par une victoire de la Roche, 2-0. C'est son seul but de la saison.
En Coupe de France, Nakkach et la Roche éliminent Nantes Saint-Herblain (2-1) le 14 janvier 2014 à la maison mais se font sortir en 32e de finale le 26 janvier 2014 par Soyaux (Défaite 5-1).
Rarement titulaire, elle ne dispute que huit matchs de championnat.

#### Montée de la Roche en D1 (2014-2015)
Élodie Nakkach entame alors une troisième saison avec l'ESOFV La Roche-sur-Yon. Elle participe à la quasi-totalité des rencontres et fait sa place peu à peu dans le onze titulaire de Malika Bousseau.
Elle inscrit notamment un triplé face au Stade brestois le 13 décembre 2014, à l'occasion du premier tour fédéral de la Coupe de France qui voit la Roche s'imposer par une victoire de 8-0. Le parcours de la Roche en Coupe nationale s'arrête cependant au tour suivant, le 4 janvier 2015. Élodie Nakkach marque alors l'unique but de son équipe face à l'Étoile de Blanquefort (1-3).
Nakkach dispute à la maison la dernière journée de championnat le 24 mai 2015 contre Tours. Le match est important, puisqu'une victoire de La Roche est synonyme de montée assurée en D1. Élodie Nakkach ouvre le score, et La Roche signe un large succès à domicile sur le score de 8 à 0 devant 300 spectateurs.

#### Dernière saison avec La Roche et descente du club en D2 (2015-2016)
Élodie Nakkach prolonge d'une saison supplémentaire à la Roche, fraîchement promue en D1. Régulièrement titulaire, elle dispute un total de quatorze match cette saison. À l'issue de cette saison, La Roche ne parvient pas à se maintenir dans l'élite du football féminin français, finissant à la 10e place, soit à 7 points du premier non relégable, Albi.

### Retour à Soyaux (2016-2017)
Après quatre saisons passées à la Roche, Élodie Nakkach fait son retour à Soyaux, qui s'est maintenu en D1. Souvent utilisée, elle dispute la quasi-totalité des matchs de championnat.
Le 22 janvier 2017 à Albi, elle marque un des buts de la victoire de son équipe (4-1) contre l'ASPTT d'Albi, son premier but en D1. Elle est également buteuse sur coup franc le 2 avril 2017 à la maison contre Juvisy (1-1).
Nakkach prend aussi part à la campagne de Coupe de France en entrant en jeu le 8 janvier 2017 contre le FC Lorient (club de D2) lors des 32e de finale. Soyaux sort vainqueur de cette confrontation en s'imposant sur la pelouse de Lorient (3-2). Le parcours des Charentaises en Coupe de France prend fin en quarts de finale le 12 mars 2017 avec une défaite 1-0 sur le terrain de Hénin-Beaumont, qui évolue alors en D3.
Élodie Nakkach poursuit son aventure avec le club, qui a validé son maintien.

### Progression à Dijon (2018-2021)
Lors de la mi-saison 2017-2018, Élodie Nakkach recherche du temps de jeu et rejoint Dijon, qui évolue en deuxième division. Elle est titulaire pour son premier match sous ses nouvelles couleurs, le 3 février 2018 contre Yzeure (victoire de Dijon 2-0).
Après ce match, l'internationale marocaine est titularisée à toutes les rencontres jusqu'à la fin de la saison. Elle inscrit un des buts du succès 5-1 face à Aurillac le 25 mars 2018 à domicile, puis la journée suivante, le 31 mars 2018, elle ouvre le score contre Vendenheim dans un match qui se termine par une large victoire dijonnaise (4-0). Avec 18 victoires en 22 journées, Dijon est promue en D1 la saison qui suit.

#### Deuxième saison avec Dijon dans l'élite (2018-2019)
Élodie Nakkach qui a déjà connu la D1 avec Soyaux et La Roche, dispute une nouvelle saison dans l'élite, cette fois avec le club dijonnais. Lors de cet exercice 2018-2019, elle évolue aux côtés de joueuses expérimentées telles que les internationales françaises Kenza Dali et Élise Bussaglia ou encore la Camerounaise Marie-Aurelle Awona.
Hormis deux journées, elle participe à toutes les rencontres de championnat, dont la quasi-totalité en tant que titulaire (18 fois). Elle rate certains matchs pour cause de cumul de cartons jaunes. C'est en effet une des joueuses de l'équipe qui reçoit le plus d'avertissements cette saison (6 cartons jaunes).
Elle prend part également à différentes rencontres de la Coupe de France. Le 6 janvier 2019, elle marque un des buts de la large victoire de Dijon sur Portet (11-0). Alors qu'elle vient de fêter son 24e anniversaire, elle est de nouveau buteuse en huitième de finale contre Guingamp le 27 janvier 2019 à Pabu, où Dijon s'impose 5 buts à 2. Le club dijonnais reçoit ensuite Grenoble en quarts de finale le 9 février 2019. Après un score vierge à l'issue du temps réglementaire, les deux équipes disputent les tirs au but pour se départager. Nakkach et Carage manquent leur tir. Deux autres dijonnaises voient leur tentative stoppée par la gardienne adverse, et les Grenobloises remportent la séance (5-4) et se qualifient pour les demi-finales.
Dijon se maintient pour la saison suivante en terminant à la 8e place.

#### Troisième saison (2019-2020)
Élodie Nakkach poursuit son aventure avec le club de la Côte-d'Or. Bien qu'elle participe à l'ensemble des matchs de D1, cette saison n'ira pas jusqu'à son terme en raison de la pandémie de Covid-19. Le classement est arrêté après la 16e journée avec une 9e place pour Dijon, synonyme de maintien.
En Coupe de France, après avoir éliminé Vesoul (12-0) et le LOSC (1-0), les Dijonnaises s'arrêtent de nouveau au stade des quarts de finale, cette fois face aux Lyonnaises (2-0). Nakkach participe à toutes ces rencontres.

#### Quatrième et dernière saison avec Dijon (2020-2021)
Malgré la pandémie, le championnat reprend ses droits en septembre 2020 avec des restrictions sanitaires. Cette saison voit l'arrivée au club de sa coéquipière en sélection, Salma Amani.
Le 11 octobre 2020, à Décines-Charpieu (Lyon), elle sort sur civière contre l'Olympique lyonnais après s'être blessée aux côtes dans un duel avec l'internationale française Amandine Henry.
Hormis la 15e journée, Élodie Nakkach, devenue une joueuse cadre du club, participe à l'ensemble des matchs de la saison en D1.
Le Dijon FCO termine la saison à la 8e place et se maintient dans l'élite. Toutefois, Nakkach ne prolonge pas avec le club.

### Au Servette Chênois (2021-2024)
Après trois saisons et demie passées à Dijon, elle quitte la France pour la Suisse et signe au Servette Chênois le 5 juillet 2021 pour deux ans. C'est avec ce club, qui vient de remporter son premier titre de champion de Suisse, qu'Élodie Nakkach découvre la Ligue des champions.

#### Première saison (2021-2022)

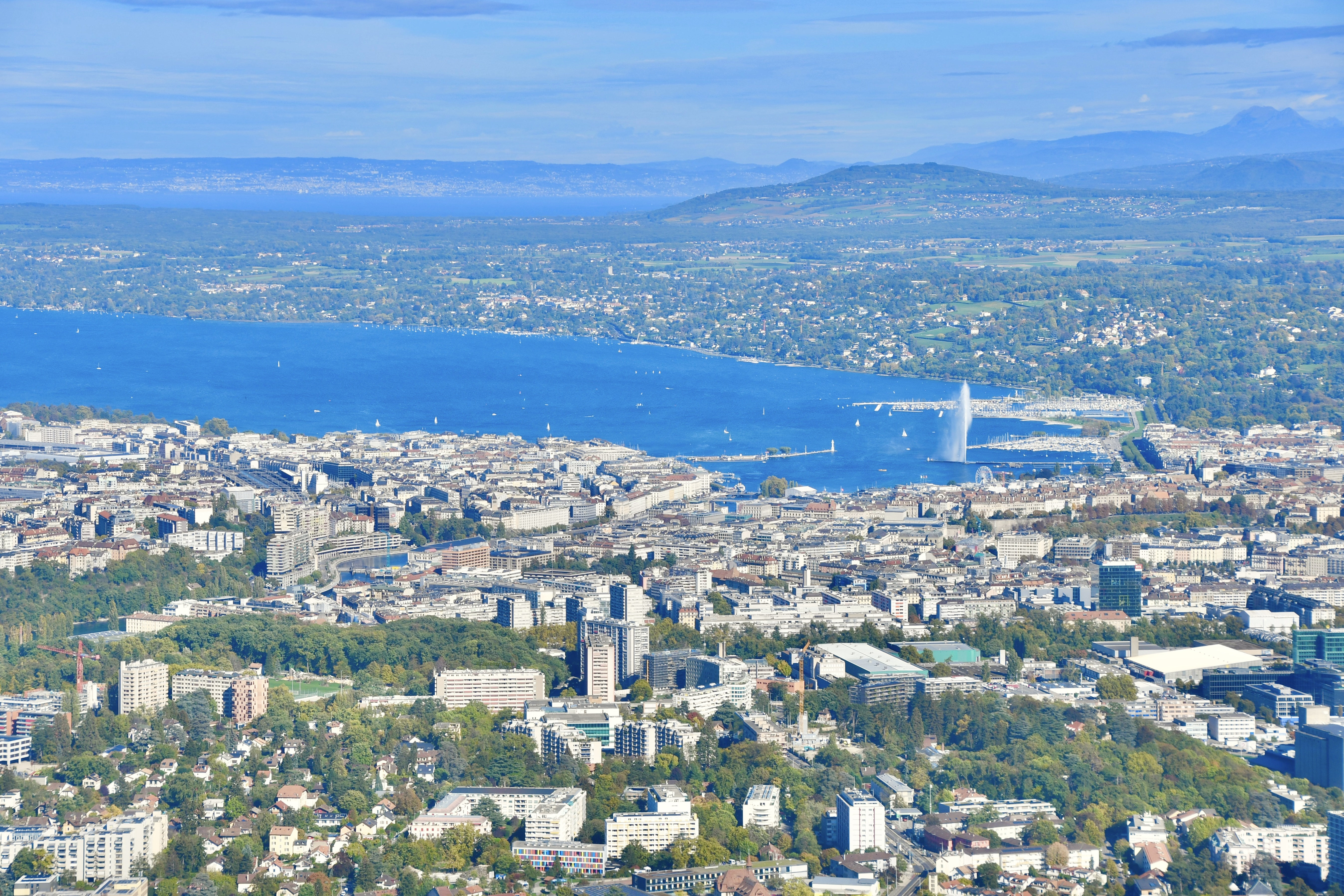
Ville de Genève où est basé le Servette Chênois

Elle dispute son premier match avec les Grenats le 18 août 2021 contre le club nord-irlandais de Gentoran lors du tour préliminaire de la Ligue des champions. Servette décroche une qualification pour la phase de groupes. Cependant, c'est une phase de groupe difficile pour le club puisqu'il perd tous ses matchs, terminant à la dernière place avec zéro point sans marquer le moindre but, dans un groupe composé de Chelsea, Juventus et Wolfsburg.
Le 17 octobre 2021 est une journée à oublier pour Élodie Nakkach et son club qui affrontent Grasshopper Zurich lors de la 6e journée de championnat. L'internationale marocaine écope d'un premier carton jaune à la 24e minute, puis d'un deuxième à la 74e minute synonyme d'expulsion. Nakkach laisse ses coéquipières à dix sur le terrain alors que le score est toujours vierge. En infériorité numérique, Servette finit par perdre le match en encaissant deux buts dans les dix dernières minutes,. C'est l'une des rares fois qu'Élodie Nakkach est expulsée dans sa carrière de footballeuse.
Le 6 novembre 2021 à l'occasion des huitièmes de finale de la Coupe de Suisse, elle inscrit son premier but avec Servette contre le FC Lucerne, dans un match qui se solde par une victoire servettienne 4-1,.
Servette termine leader de la saison régulière, ce qui permet au club de se qualifier pour le tour préliminaire de la Ligue des champions la saison suivante. Le club de Genève s'incline cependant aux tirs au but en finale des plays-offs le 6 juin 2022 contre le FC Zurich 5-4 après 2-2 à la fin des prolongations. Élodie Nakkach sort sur blessure lors de cette rencontre, à quelques semaines de la CAN 2022. Sa blessure n'est finalement pas aussi grave.
La saison sportive 2021-2022 est une des plus chargées pour Élodie Nakkach, qui dispute un total de 50 matchs toutes compétitions confondues avec son club et sa sélection (22 en championnat, 4 en Coupe nationale, 9 en Ligue des champions et 15 avec la sélection).

#### Deuxième saison (2022-2023)
Élodie Nakkach continue avec le club suisse. Cette saison voit l'arrivée d'une autre internationale marocaine au club, sa coéquipière en sélection Imane Saoud.
Elle dispute son premier match de la saison le 18 août 2022 à Glasgow contre le Paris FC à l'occasion du tour préliminaire de la Ligue des champions féminine de l'UEFA 2022-2023. Le club suisse ne va pas plus loin dans la compétition puisque son homologue français l'élimine 3-0.
En Super League, alors que le Servette affronte le FC Zurich, tenant du titre, lors de la 1re journée le 10 septembre 2022, et est mené à la mi-temps 2-0, Nakkach et ses coéquipières remontent le score en deuxième période et réussissent à s'imposer à Zurich sur le score final de 4-2 .
Son coach Eric Sévérac la désigne capitaine de l'équipe le 18 septembre 2022 lors de la réception du Rapperswil-Jona, mais aussi contre Young Boys le 5 novembre 2022.
Le 19 novembre 2022, Servette se qualifie en quart de finale de la Coupe de Suisse en s'imposant sur le terrain du FC Wil (9-1). Élodie Nakkach délivre une passe décisive sur le quatrième but chênois.
Après s'être imposées face au FC Aarau le 26 novembre 2022 (4-0), les Servettiennes terminent leaders de la phase aller de la saison régulière en remportant toutes leurs rencontres.
Le 3 décembre Élodie Nakkach ouvre le score contre Yverdon sur une frappe en dehors de la surface. Son premier but de la saison et son premier en Super League depuis son arrivée à Servette lors de l'été 2021.
Le 28 février 2023, le Servette annonce une prolongation de contrat d'un an de la Marocaine, jusqu'en 2024.
Elle dispute son 50e match sous le maillot de Servette le 11 mars 2023 à l'occasion de la 13e journée du championnat sur le terrain du Grasshopper Zurich dans un match qui se solde sur un score de parité (2-2).
Le 25 mars 2023, les Servettiennes sont en difficulté puisqu'elles sont menées 2-0 à la mi-temps sur le terrain du FC Saint-Gall. Élodie Nakkach entre en jeu à la 68e et Servette parvient à remonter au score et égaliser. La Marocaine inscrit le but victorieux de son équipe dans les arrêts de jeu (93e).
Quelques jours plus tard, elle et son équipe parviennent à se hisser en finale de la Coupe de Suisse en éliminant le FC Zurich, tenant du titre, sur le score de 3 buts à 0.
Le 2 avril 2023 à l'occasion de la 16e journée de Super League contre le FC Lucerne, elle délivre une passe décisive pour Cassandra Korhonen (en). Les Servettiennes remportent le match 3 buts à 1.
Après avoir terminé premières de la phase régulière du championnat en étant invaincues (16 victoires et 2 nuls), Servette et Élodie Nakkach remportent la Coupe de Suisse en s'imposant en finale le 29 avril 2023 sur le FC Saint-Gall sur le score de 1-0. La Marocaine prend part à la rencontre en tant que titulaire. Il s'agit du premier titre de Coupe nationale pour le club de Genève mais également le premier titre en club de la Marocaine dans son palmarès.
Elle se distingue le 13 mai 2023 en réalisant trois passes décisives face à Aarau en match comptant pour les quarts de finale retour des play-offs. Servette remporte le match facilement (8-1).
Le week-end suivant, elle marque en demi-finale aller des play-offs sur le terrain de Saint-Gall, puis récidive au match retour avec un autre but qui permet aux Servettiennes de se qualifier pour la finale pour la deuxième saison consécutive,.
Comme lors de la saison précédente, Servette retrouve le FC Zurich en finale, qui a lieu à Saint-Gall. Élodie Nakkach et ses coéquipières qui avaient jusqu'ici été invaincues tout au long de la saison, s'inclinent face aux Zurichoises sur le score de 3-0.
Nakkach boucle ainsi la saison sportive 2022-2023 avec un total de 26 matchs disputés toutes compétitions confondues (21 matchs en championnat, 4 en Coupe et 1 en Ligue des champions). Titularisée 20 fois, elle marque à 4 reprises et réalise 5 passes décisives.

#### Troisième saison (2023-2024)
Deux semaines environ après avoir disputé la Coupe du monde en Australie, Élodie Nakkach entame alors une nouvelle saison avec le Servette Chênois en entrant en jeu lors de la 1re journée de championnat contre le FC Lucerne le 26 août 2023. Alors que son équipe mène au score 1-0, elle concède un penalty qui amène le but égalisateur lucernois à un quart d'heure de la fin. Le match se termine ainsi sur le score de parité de 1-1.
Le 12 novembre 2023 à l'occasion des huitièmes de finale de la Coupe de Suisse, elle inscrit un but sur coup-franc sur le terrain du FC Schlieren et contribue à la qualification de son équipe pour le tour suivant (victoire, 4-0).
Vient alors le 20 avril 2024, jour de la finale de la Coupe de Suisse qui voit opposer Servette au Young Boys. Après un score de 2-2 à la pause, les Servettiennes remportent le trophée pour la deuxième fois consécutive grâce à un but de Rimante Jonusaite à la 68e minute. Titularisée, Élodie Nakkach dispute l'intégralité de cette finale organisée au Stade du Letzigrund à Zurich,.
Le week-end suivant, elle délivre une passe décisive contre Aarau dans le cadre du match aller des quarts de finale des play-offs (victoire, 4-0). Elle est passeuse décisive à nouveau lors du match retour, le week-end suivant sur le but victorieux du Servette (3-2).
Vient alors le jour de la finale des play-offs le 26 mai 2024 contre le FC Zurich au Stockhorn Arena de Thoune. Après avoir échoué en 2022 et en 2023 contre cette même équipe zurichoise, Servette finit par remporter son 2e titre de Super League en s'imposant sur le score de 3 buts à 1. Nakkach dispute l'intégralité de cette finale en tant que capitaine.
Ainsi, lors de cette troisième saison avec les « Grenat », Nakkach participe à 27 rencontres dont 18 en tant que titulaire avec deux buts inscrit en Coupe nationale et deux passes décisives en championnat.

#### Quatrième saison et départ
Élodie Nakkach entame donc une nouvelle saison avec Servette et dispute son premier match de l'exercice 2024-2025 en entrant en jeu face à Young Boys le 24 août 2024 dans le cadre de la 3e journée du championnat.
Toutefois, alors que la saison vient de débuter, elle quitte le club pour vivre une nouvelle expérience du côté de l'Arabie saoudite. Le club annonce son départ le 24 septembre 2024.
Au total, Nakkach aura pris part avec Servette à 92 rencontres toutes compétitions confondues dont 71 en tant que titulaire et aura inscrit sept buts et délivré 8 passes décisives.

### Expérience en Arabie saoudite (depuis 2024)
Après trois ans passées en Suisse, Élodie Nakkach rejoint l'Arabie saoudite en s'engageant au club d'Al Ahli, club où évolue sa coéquipière en sélection Ibtissam Jraidi. Elle inscrit un but dès son premier match, face à Al-Amal, le 27 septembre 2024 dans le cadre de la première journée de championnat qui se solde par une large victoire d'Al-Ahli, 6 à 2.
Lors de la 3e journée face à Al-Shabab contre qui Al-Ahli s'impose 6 à 2, elle délivre une passe décisive pour l'internationale ghanéenne Alice Kusi. Elle inscrit son 2e but de la saison en championnat le 7 mars 2025 contre Al Ula (victoire, 5-0). Durant cette même rencontre, elle réalise deux passes décisives.
Comme lors de la saison précédente, le club d'Al-Ahli termine vice-champion d'Arabie saoudite, dauphin d'Al-Nassr. Élodie Nakkach aura pris part à 18 rencontres de championnat et réussit à être décisive à 8 reprises (3 buts et 5 passes décisives). 

## Carrière en sélection

### Équipe du Maroc
Après une série de tests passée à Clairefontaine en 2010, Élodie Nakkach, n'est finalement pas admise au pôle espoirs.
« J’y avais fait un essai pour intégrer le pôle espoir, mais j’étais blessée au genou. On leur avait transmis d’autres de mes résultats sur la coupe nationale, et j’étais classée deuxième. Je me sentais vraiment parmi les meilleures, et finalement mon nom n’a pas été cité. J’ai eu le sentiment d’être boycottée, surtout quand on sait que la plupart des filles prises là-bas ont arrêté le foot après »
— Élodie Nakkach, Lepopulaire.fr
Elle reçoit sa première convocation en équipe du Maroc sous la houlette de Karim Bencherifa l'été 2017 pour disputer le tournoi annuel COTIF en Espagne. Nakkach évolue alors à Soyaux. C'est durant ce tournoi amical (non-FIFA) disputé à L'Alcúdia qu'elle marque son premier but avec les Lionnes de l'Atlas le 7 août 2017 contre le club français de l'ASPTT Albi.
Nakkach participe ensuite à différents stages, matchs amicaux, ainsi qu'à divers tournois internationaux,,.
Le 29 décembre 2017 à Ouagadougou, elle inscrit son premier but international en match amical contre le Burkina Faso dans une rencontre qui se solde par une victoire marocaine (2-0).
Le Maroc manque la CAN 2018. Élodie Nakkach et ses coéquipières se font sortir par la Côte d'Ivoire au premier tour des qualifications après un match nul (1-1) à Rabat au match aller puis un nul vierge à Abidjan. La Côte d'Ivoire se qualifie grâce à son but marqué à l'extérieur.
Après l'édition de 2017, le Maroc est de nouveau invité à disputer le tournoi COTIF qui se déroule du 1er au 8 août 2018. Durant cette édition, les Marocaines s'inclinent une seule fois, contre Madrid CFF (1-0), et remportent une seule rencontre, face à l'Inde (5-1). Les deux autres matchs, face à Levante et Albacete se terminent sur un match nul (2-2, les deux). Élodie Nakkach participe à l'ensemble des matchs du tournoi en tant que titulaire.
La sélection ne réussit pas non plus à se qualifier pour les Jeux olympiques 2020 s'inclinant face au Mali au premier tour des qualifications, après une défaite 3-1 à Bamako le 3 avril 2019 puis un match nul 2-2 à Salé au match retour. Élodie Nakkach est titularisée lors de ces deux matchs.

#### Préparations à la CAN 2022
En septembre 2021, elle dispute avec la sélection la Coupe Aisha Buhari 2021 au Nigeria où le Maroc termine à la 2e place. Le tournoi rassemble cinq des meilleures sélections d'Afrique (Nigeria, Afrique du Sud, Mali, Ghana, Cameroun).
Le Maroc poursuit sa préparation à la CAN en effectuant un stage en Espagne où la sélection affronte amicalement son homologue espagnole le 21 octobre 2021 à Cáceres. Élodie Nakkach participe à cette rencontre, qui voit les Marocaines s'incliner 3-0.
Élodie Nakkach participe en février 2022 au tournoi international de Malte que le Maroc remporte en s'imposant face à Malte (1-0) et la Moldavie (4-0).

#### Coupe d'Afrique des nations 2022, parcours inédit du Maroc

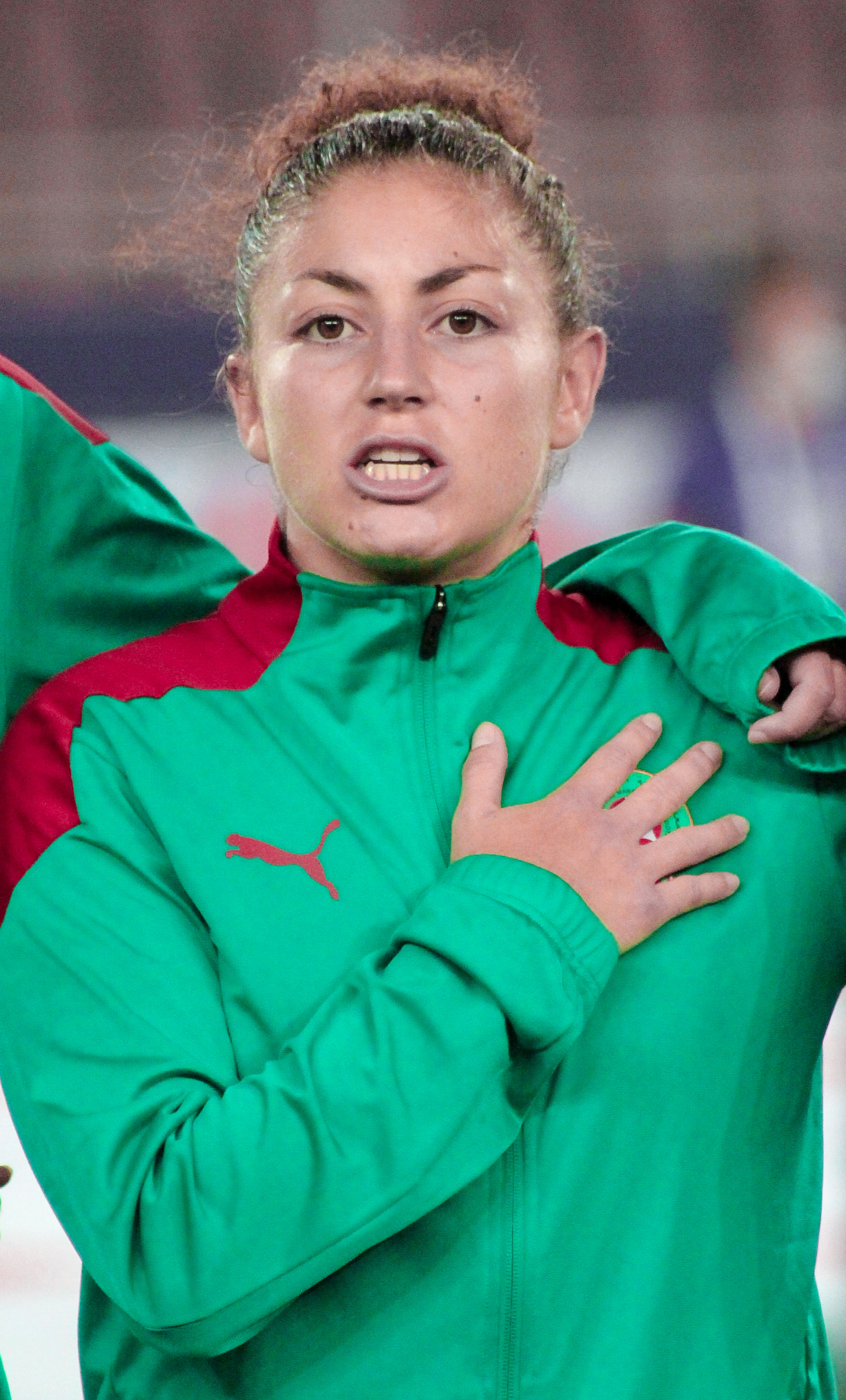
Élodie Nakkach à la CAN 2022 au moment des hymnes

Après avoir disputé plusieurs stages préparatoires et matchs amicaux, Élodie Nakkach est sélectionnée par Reynald Pedros pour prendre part à la CAN 2022 organisée au Maroc. Le Maroc atteint la finale et décroche son ticket pour la Coupe du monde pour la première fois de son histoire, après sa victoire en quart de finale contre le Botswana.
L'équipe du Maroc élimine le Nigéria (11 fois vainqueur de la compétition) lors de la demi-finale le 18 juillet 2022 au complexe Moulay Abdallah, devant plus de 45 000 spectateurs (une affluence record pour un match de football féminin en Afrique). Menées 1-0, les Marocaines parviennent à égaliser, puis disputent les prolongations. Élodie Nakkach qui joue les 120 minutes, ne participe pas à la séance de tirs au but remportée par les Lionnes de l'Atlas (5-4).
Malgré un complexe Moulay Abdallah plein à craquer, les protégées de Reynald Pedros s'inclinent en finale face aux Sud-africaines (2-1).
Nakkach dispute toutes les rencontres de la compétition en étant titulaire et ne récolte qu'un seul carton jaune (contre l'Ouganda).

#### Coupe du Monde 2023: Le Maroc crée l'exploit
Le 6 octobre 2022 à Jerez de la Frontera, le Maroc (76e au classement FIFA) affronte la Pologne (27e) en match amical dans le cadre de la préparation à la Coupe du monde 2023. Les Polonaises remportent le match (4-0). En l'absence de Ghizlane Chebbak blessée, c'est Élodie Nakkach qui récupère alors le brassard de capitaine pour la première fois. Lors de ce même stage en Espagne, le Maroc dispute un deuxième match amical le 10 octobre 2022 contre le Canada (champion olympique 2020) qui se termine sur une autre défaite marocaine (4-0).
Élodie Nakkach est appelée le stage suivant pour affronter l'Irlande dans une double confrontation amicale les 11 et 14 novembre 2022 à Marbella. Le premier match qui se joue à huis clos se solde sur un nul (2-2), tandis que le second se termine sur victoire irlandaise (4-0). Nakkach prend part aux deux rencontres en tant que titulaire et capitaine.
Durant le mois de février 2023, le Maroc dispute deux matchs amicaux à Antalya les 17 et 21 février 2023 respectivement contre la Slovaquie et la Bosnie-Herzégovine. Elle délivre une passe décisive contre les Slovaques pour Fatima Tagnaout.
Elle est sélectionnée en avril 2023 pour prendre part à deux matchs amicaux internationaux contre la Tchéquie et la Roumanie respectivement le 6 avril 2023 à Prague et le 11 avril 2023 à Bucarest. Elle dispute les deux matchs dans leur intégralité.
Élodie Nakkach fait partie des 28 joueuses présélectionnées par Reynald Pedros pour prendre part à un stage du 20 juin au 9 juillet 2023 à Lienz (Autriche) ainsi qu'aux matchs amicaux qui précèdent la Coupe du monde (contre l'Italie, la Suisse et la Jamaïque respectivement les 1er, 5 et 16 juillet).
Après le stage effectué en Autriche, Nakkach est sélectionnée dans la liste finale des 23 joueuses retenues pour défendre les couleurs marocaines au Mondial.
Le Maroc fait alors ses débuts en Coupe du monde. Après s'être inclinées lourdement face aux Allemandes lors du premier match (6-0), les Marocaines se rattrapent le match suivant face à la Corée du Sud en s'imposant sur le score de 1-0, premier but et premier succès de la sélection dans la compétition. Puis lors de la dernière journée, les Lionnes de l'Atlas rééditent avec une autre victoire contre la Colombie (1-0). Dans le même temps la Corée du sud réussit à tenir en échec l'Allemagne (1-1). Résultats qui permettent au Maroc de décrocher une qualification historique pour les huitièmes de finale. Après cet exploit, les protégées de Reynald Pedros se frottent aux Françaises. Largement dominatrice, la France s'impose sur le score de 4-0 et l'aventure du Maroc au Mondial prend fin. Élodie Nakkach est titularisée lors de toutes les rencontres disputées par le Maroc durant le tournoi.

#### JO 2024: Le Maroc échoue au dernier tour des qualifications
Dans le cadre des préparations aux qualifications des Jeux olympiques 2024, le Maroc reçoit la Zambie les 22 et 26 septembre 2023 pour une double confrontation amicale. Les Marocaines s'inclinent lors des deux rencontres. La première à Casablanca sur le score 2-0 et la deuxième à Rabat sur un lourd score de 6 à 2. Élodie Nakkach dispute les deux matchs.
Elle reçoit une convocation de la part de Jorge Vilda, fraîchement nommé à la tête de l'équipe nationale, pour disputer une double confrontation face à la Namibie les 26 et 31 octobre 2023 dans le cadre du deuxième tour des qualifications des Jeux olympiques 2024. La Namibie étant dans l'incapacité de recevoir, les deux matchs se jouent au Maroc. Les Marocaines s'imposent lors des deux manches. La première à Marrakech le 26 octobre 2023 sur le score de 2-0, et la deuxième à Rabat avec le même score. Élodie Nakkach dispute les deux rencontres en tant que titulaire,.
Le Maroc, qui ne dispute pas les qualifications à la CAN 2024 car qualifié d'office en tant que pays hôte, reçoit l'Ouganda pour deux matchs amicaux les 1er et 5 décembre 2023. Lors de la première manche qui se joue au Stade Père-Jégo et se termine par un score de parité (1-1), Nakkach marque le but égalisateur et inscrit par la même occasion son deuxième but international avec la sélection. Elle récidive lors de la deuxième manche le 5 décembre 2023 en ouvrant le score de la rencontre qui se termine par une victoire marocaine (3-0).
La sélection marocaine affronte la Tunisie lors du 3e tour des qualifications aux JO 2024, les 23 et 28 février 2024 respectivement à Soliman et Rabat. Le Maroc se qualifie en remportant les deux manches, 2-1 en Tunisie puis 4-1 au Maroc. Nakkach participe aux deux rencontres en tant que titulaire.
Élodie Nakkach dispute son 50e match international avec les « Lionnes de l'Atlas » le 5 avril 2024 contre la Zambie à Ndola dans le cadre du match aller du dernier tour des qualifications aux Jeux olympiques 2024. Match qui voit les Marocaines décrocher un succès 2 buts à 1 dans les arrêts de jeu. Cependant, le Maroc ne parvient pas à valider son ticket pour la phase finale des Jeux, s'inclinant 2 à 0 lors du match retour à Rabat le 9 avril 2024.

#### Coupe d'Afrique 2024: Nouvel échec en finale
Élodie Nakkach est sélectionnée par Jorge Vilda pour une double confrontation amicale face à la RD Congo les 30 mai et 3 juin à 2024 Berkane. Le Maroc remporte les deux rencontres. La première sur le score de 2 buts à 1 et la deuxième, 3 buts à 2. Nakkach dispute les deux matchs en tant que titulaire.
Alors qu'elle vient de s'engager en Arabie saoudite avec l'Al-Ahli, elle n'est en revanche pas retenue par le technicien espagnol pour le stage qui suit durant lequel la sélection affronte la Tanzanie et le Sénégal les 25 et 29 octobre 2024 à Casablanca.
Quasiment 9 mois plus tard, Nakkach fait son retour en sélection afin de disputer deux matchs amicaux contre la Tunisie et le Cameroun les 4 et 8 avril 2025 au Stade Père-Jégo, en marge des préparations à la CAN 2024. Les Marocaines s'imposent face aux Tunisiennes avec un score de 3 buts à 1. Cependant, elles s'inclinent face aux Camerounaises (0-1). Entrée en cours de jeu contre la Tunisie, Élodie Nakkach débute titulaire contre le Cameroun,.
Après une série de stages et matchs amicaux, la FRMF annonce le 24 juin 2025 la liste finale pour la CAN 2024. Élodie Nakkach fait partie des joueuses retenues par Jorge Vilda. Le Maroc qui atteint la finale pour la deuxième fois consécutive, ne parvient pas à remporter le titre. Durant cette édition, les Marocaines terminent première de leur groupe après un nul face aux Zambiennes (2-2), une victoire face aux Congolaises (4-2) et un succès face aux Sénégalaises (1-0). En quart de finale, le Maroc élimine le Mali (3-1) puis s'impose en demi-finale aux tirs au but face Ghana (4-2, 1-1 après prolongations). Les joueuses de Jorge Vilda s'inclinent en finale face au Nigeria (3-2) après avoir mené au score (2-0) jusqu'à l'heure de jeu. Contrairement à la CAN 2022 avec Reynald Pedros, Élodie Nakkach n'est pas titularisée durant cette édition. Hormis la finale, elle entre en jeu lors de toutes les rencontres. Titulaire face au Ghana, Jorge Vilda décide de la remplacer à la 36e minute par Najat Badri.

## Style de jeu
Après avoir évolué à plusieurs postes offensifs (milieu offensive, voire attaquante), Élodie Nakkach recule au fur et à mesure des saisons pour se positionner comme milieu défensive depuis son passage à Soyaux. Ce poste lui permet d'être toujours sollicitée et d'avoir une vision globale sur le jeu.
« Plus le niveau monte, et plus c’est compliqué d’être dos au but. J’aime récupérer les ballons et avoir la vision du jeu. »
— Élodie Nakkach, Lepopulaire.fr.
C'est une joueuse qui n'hésite pas à aller au contact de ses vis à vis, quitte à récolter des cartons. Sur le terrain, elle communique régulièrement avec ses coéquipières endossant alors le rôle de leadership de l'équipe. Elle porte le brassard de capitaine notamment lorsqu'elle évolue avec La Roche-sur-Yon mais aussi lors de certains matchs avec Servette, vice-capitaine de l'internationale portugaise Mónica Mendes. Reynald Pedros la nomme vice-capitaine de Ghizlane Chebbak lors de la Coupe du monde 2023.
Du fait de sa position sur le terrain, Élodie Nakkach récupère des ballons perdus par l'adversaire et tente régulièrement de tirer au but en dehors de la surface de réparation.

## Statistiques

### Statistiques détaillées en club
| Saison                | Club                  | Championnat           | Championnat | Championnat | Coupe(s) nationale(s) | Coupe(s) nationale(s) | Compétition(s) continentale(s) | Compétition(s) continentale(s) | Compétition(s) continentale(s) | Total | Total |
| Saison                | Club                  | Division              | M.          | B.          | M.                    | B.                    | Comp.                          | M.                             | B.                             | M.    | B.    |
| 2010-2011             | Limoges               | Division 2            | 17          | 3           | 1                     | 0                     | -                              | -                              | -                              | 18    | 3     |
| Sous-total            | Sous-total            | Sous-total            | 17          | 3           | 1                     | 0                     | -                              | -                              | -                              | 18    | 3     |
| 2011-2012             | Soyaux                | Division 1            | 2           | 0           | 0                     | 0                     | -                              | -                              | -                              | 2     | 0     |
| Sous-total            | Sous-total            | Sous-total            | 2           | 0           | 0                     | 0                     | -                              | -                              | -                              | 2     | 0     |
| 2012-2013             | La Roche              | Division 2            | 18          | 6           | 2                     | 1                     | -                              | -                              | -                              | 20    | 7     |
| 2013-2014             | La Roche              | Division 2            | 8           | 1           | 1                     | 0                     | -                              | -                              | -                              | 9     | 1     |
| 2014-2015             | La Roche              | Division 2            | 19          | 1           | 2                     | 4                     | -                              | -                              | -                              | 21    | 5     |
| 2015-2016             | La Roche              | Division 1            | 14          | 0           | 0                     | 0                     | -                              | -                              | -                              | 14    | 0     |
| Sous-total            | Sous-total            | Sous-total            | 59          | 8           | 5                     | 5                     | -                              | -                              | -                              | 64    | 13    |
| 2016-2017             | Soyaux                | Division 1            | 20          | 2           | 4                     | 0                     | -                              | -                              | -                              | 24    | 2     |
| 2017-2018             | Soyaux                | Division 1            | 11          | 0           | 0                     | 0                     | -                              | -                              | -                              | 11    | 0     |
| Sous-total            | Sous-total            | Sous-total            | 31          | 2           | 4                     | 0                     | -                              | -                              | -                              | 35    | 2     |
| 2017-2018             | Dijon                 | Division 2            | 9           | 2           | 0                     | 0                     | -                              | -                              | -                              | 9     | 2     |
| 2018-2019             | Dijon                 | Division 1            | 20          | 0           | 3                     | 2                     | -                              | -                              | -                              | 23    | 2     |
| 2019-2020             | Dijon                 | Division 1            | 15          | 0           | 3                     | 0                     | -                              | -                              | -                              | 18    | 0     |
| 2020-2021             | Dijon                 | Division 1            | 21          | 0           | -                     | -                     | -                              | -                              | -                              | 21    | 0     |
| Sous-total            | Sous-total            | Sous-total            | 65          | 2           | 6                     | 2                     | -                              | -                              | -                              | 71    | 4     |
| 2021-2022             | Servette              | Super League          | 22          | 0           | 4                     | 1                     | LDC                            | 9                              | 0                              | 35    | 1     |
| 2022-2023             | Servette              | Super League          | 21          | 4           | 4                     | 0                     | LDC                            | 1                              | 0                              | 26    | 4     |
| 2023-2024             | Servette              | Super League          | 22          | 0           | 5                     | 2                     | -                              | -                              | -                              | 27    | 2     |
| 2024-2025             | Servette              | Super League          | 2           | 0           | 0                     | 0                     | LDC                            | 2                              | 0                              | 4     | 0     |
| Sous-total            | Sous-total            | Sous-total            | 67          | 4           | 13                    | 3                     | -                              | 12                             | 0                              | 92    | 7     |
| 2024-2025             | Al-Ahli               | Premier League        | 18          | 3           | 2                     | 1                     | -                              | -                              | -                              | 20    | 4     |
| Total sur la carrière | Total sur la carrière | Total sur la carrière | 259         | 22          | 31                    | 11                    | -                              | 12                             | 0                              | 302   | 33    |

#### Statistiques par compétition
| Compétition             | Matchs | Titu. | Buts | Passes | Cartons | Cartons |
| Compétition             | Matchs | Titu. | Buts | Passes | Jau.    | Rou.    |
| ----------------------- | ------ | ----- | ---- | ------ | ------- | ------- |
| D1 Féminine             | 103    | 87    | 2    | 3      | 18      | 0       |
| D2 Féminine             | 71     | 48    | 13   | -      | 3       | 0       |
| Coupe de France         | 16     | 12    | 7    | -      | 1       | 0       |
| Super league            | 67     | 50    | 4    | 7      | 7       | 1       |
| Coupe de Suisse         | 13     | 12    | 3    | 1      | 0       | 0       |
| Ligue des champions     | 12     | 9     | 0    | 0      | 0       | 0       |
| Saudi Premier League    | 18     | 18    | 3    | 5      | 2       | 0       |
| Coupe d'Arabie saoudite | 2      | 0     | 1    | 0      | 2       | 0       |
| Total                   | 302    | 236   | 33   | -      | 33      | 1       |

### En sélection
Le tableau suivant liste les rencontres de l'équipe du Maroc auxquelles Élodie Nakkach a pris part depuis le 27 décembre 2017 jusqu'à présent.

#### Buts internationaux
Le tableau suivant recense les buts internationaux marqués par Élodie Nakkach :
| No. | Date              | Lieu                                                  | Adersaire    | Score | Résultat | Compétition  |
| --- | ----------------- | ----------------------------------------------------- | ------------ | ----- | -------- | ------------ |
| 1   | 27 décembre 2017  | Centre Technique National, Ouagadougou (Burkina Faso) | Burkina Faso | 0-2   | V 0–2    | Match amical |
| 2   | 1er décembre 2023 | Stade Père-Jégo, Casablanca (Maroc)                   | Ouganda      | 1-1   | N 1–1    | Match amical |
| 3   | 5 décembre 2023   | Stade Moulay Hassan, Rabat (Maroc)                    | Ouganda      | 1-0   | V 3–0    | Match amical |

#### Statistiques par année
Le tableau suivant recense les statistiques d'Élodie Nakkach en sélection par année.
| Sélection | Année | Matchs | Buts | Passes |
| --------- | ----- | ------ | ---- | ------ |
| Maroc     | 2017  | 2      | 1    | 0      |
| Maroc     | 2018  | 4      | 0    | 0      |
| Maroc     | 2019  | 2      | 0    | 0      |
| Maroc     | 2020  | 3      | 0    | 0      |
| Maroc     | 2021  | 5      | 0    | 0      |
| Maroc     | 2022  | 15     | 0    | 1      |
| Maroc     | 2023  | 16     | 2    | 1      |
| Maroc     | 2024  | 6      | 0    | 1      |
| Maroc     | 2025  | 10     | 0    | 0      |
| Total     | Total | 63     | 3    | 3      |

| Compétition                   | Matchs | Titu. | Buts | Passes | Cartons | Cartons |
| Compétition                   | Matchs | Titu. | Buts | Passes | Jau.    | Rou.    |
| ----------------------------- | ------ | ----- | ---- | ------ | ------- | ------- |
| Matchs amicaux internationaux | 35     | 29    | 3    | 3      | 3       | 0       |
| Coupe du monde                | 4      | 4     | 0    | 0      | 0       | 0       |
| Tournoi de Malte              | 2      | 1     | 0    | 0      | 0       | 0       |
| Aisha Buhari Cup              | 1      | 1     | 0    | 0      | 0       | 0       |
| Coupe d'Afrique des nations   | 11     | 7     | 0    | 0      | 1       | 0       |
| Qualifications à la CAN       | 2      | 2     | 0    | 0      | 0       | 0       |
| Qualifications aux JO         | 8      | 8     | 0    | 0      | 1       | 0       |
| Total                         | 63     | 52    | 3    | 3      | 5       | 0       |

## Palmarès

### En club
| La Roche-sur-Yon                       | Dijon FCO                              | Servette (3) | Al-Ahli FC (1)                                                                                                |
| -------------------------------------- | -------------------------------------- | --- | --- |
| - D2 Féminine - Vice-championne : 2015 | - D2 Féminine - Vice-championne : 2018 | - Coupe de Suisse (2) - Vainqueur : 2023 et 2024 - Championnat de Suisse (1) - Championne : 2024 - Vice-championne : 2022 et 2023 | - Championnat d'Arabie saoudite : - Vice-championne : 2025 - Coupe d'Arabie saoudite (1) : - Vainqueur : 2025 |

### En sélection
| Équipe du Maroc (1) |
| --- |
| - Coupe d'Afrique des nations - Finaliste : 2022 et 2024 - Coupe Aisha Buhari - 2e place en 2021 - Tournoi de Malte (1) - Vainqueur : 2022 |

## Sponsoring
Élodie Nakkach est sponsorisée par Adidas et participe en juillet 2023 à une campagne publicitaire de la marque aux côtés d'Imane Saoud et Azzedine Ounahi à l'occasion de la Coupe du monde féminine 2023,.